# ウルホ区
ウルホ区（ウルホ-く、ウイグル語：ئورقۇ رايونى、中国語：乌尔禾区）は、中華人民共和国新疆ウイグル自治区カラマイ市にある市轄区。

## 概要
カラマイ市の4行政区のうちの1区。ジュンガル盆地の北西縁部に位置し、カラマイ市中心部から90kmの距離にある。この地域はアルタイ風景区、カナス風景区に通じる地域で、北と東でホボクサル・モンゴル自治県に接している。西はトリ県、南は白鹸灘区に接している。そのため新疆北部への観光ルートとなっている。
区内には、新疆油田公司の百口泉石油生産工場、風城油田作業区があり、新疆生産建設兵団第7師第137連隊などが駐留している。総面積は2229.13平方キロ。百口泉経済発展センターもあり、定住人口は約3万人（新疆生産建設兵団第7師第137連隊を含む）。

## 経済
天然資源が多く、石油、天然ガス、オイルシェール、オイルサンド、芒硝（硫酸ナトリウム）、岩塩などを産出する。天然アスファルト産地もある。地下からは天然資源、地上は観光資源、というのがこの区の状況である。
ウルホはモンゴル語で覆い・カバーを意味する。

## 歴史
ウルホ区は1982年に創設。1990年に人民政府が設立された。

## 観光
- 世界魔鬼城景区：ヤルダン地形の景観が広がる地区。
- 白楊河大峡谷：ヤルダン地形と渓谷美が魅力の地域。
- 艾里克湖
- 胡楊林
- 恐竜文化苑
- 民俗展覧館
- ウルホ区民俗競技場（乌尔禾区民俗竞技场）
- ウルホ郷アグリツーリズム（乌尔禾乡农家乐）

## 行政区画
1街道、1鎮を管轄：
- 街道弁事処：柳樹街街道
- 鎮：ウルホ鎮（烏爾禾鎮）